# Joan Kostadinow
Joan Kostadinow (bulgarisch Йоан Костадинов; * 2. Oktober 1947 in Burgas) ist ein bulgarischer Politiker.
Er wurde 1995 als Kandidat der Bulgarischen Sozialistischen Partei (BSP) zum Bürgermeister von Burgas, der viertgrößten Stadt Bulgariens, gewählt. 1999 wurde er mit 61 % der Stimmen in seinem Amt bestätigt. 2003 wurde er als unabhängiger Kandidat wiedergewählt. Mit seinen Amtszeiten gilt er in Bulgarien als „längst regierender Bürgermeister der Neuzeit“.
Am 24. Juli 2007 wurde Joan Kostadinow von der „Union der Thrakischen Verbände“ (ein Vertriebener Verband), als Kandidat für das Bürgermeisteramt vorgestellt. Im August 2007 beschloss auch seine ehemalige Partei, die BSP, ihn als Kandidat zu unterstützen. Bei der Lokalwahl am 28. Oktober 2007 scheiterte Kostadinow klar im ersten Wahlgang. Er wurde mit 16,53 % dritter hinter Dimitar Nikolow (GERB) mit 42,6 % (von allen demokratischen und konservativen Kräften unterstützt) und Waleri Simeonow mit 22,84 % (Kandidat für die nationalistisch geprägte Koalition Ataka). In der Stichwahl am 4. November 2007 gewann schließlich Dimitar Nikolow und löste Joan Kostadinow ab.